# Basílica de San Lorenzo (Enns)
La basílica de San Lorenzo o alternativamente Antigua Catedral de San Lorenzo (en alemán: Basilika Sankt Laurenz) es un templo católico austríaco que se encuentra en el distrito de Lorch de la ciudad de Enns, en el estado de Alta Austria. Una primitiva iglesia paleocristiana erigida en el mismo lugar fue sede obispal, pero la iglesia actual únicamente fue iglesia parroquial desde su construcción hasta 1553, cuando la parroquia fue transferida a la iglesia del monasterio franciscano de Enns. Tras ser rehabilitada en la década de 1960, en 1968 volvió a ser iglesia parroquial y en 1970 fue elevada a basílica menor por el papa Pablo VI. Pertenece al decanato Enns-Lorch en la diócesis de Linz. La iglesia es un edificio protegido.
La basílica de San Lorenzo se eleva por encima de los restos de sus predecesores romanos, que fueron descubiertos durante las excavaciones arqueológicas realizadas entre 1960 y 1966. El edificio más antiguo —una casa noble romana— data del siglo II d. C.. También fue construida una iglesia paleocristiana. Hubo varias renovaciones y ampliaciones, hasta 1300, la iglesia existente fue construida en estilo gótico. Al término de la investigación arqueológica, la Iglesia fue renovada y era una de las primeras iglesias en el país, cuyo diseño se vio afectado por el espíritu del Concilio Vaticano II (1962-1965).

## Véase también

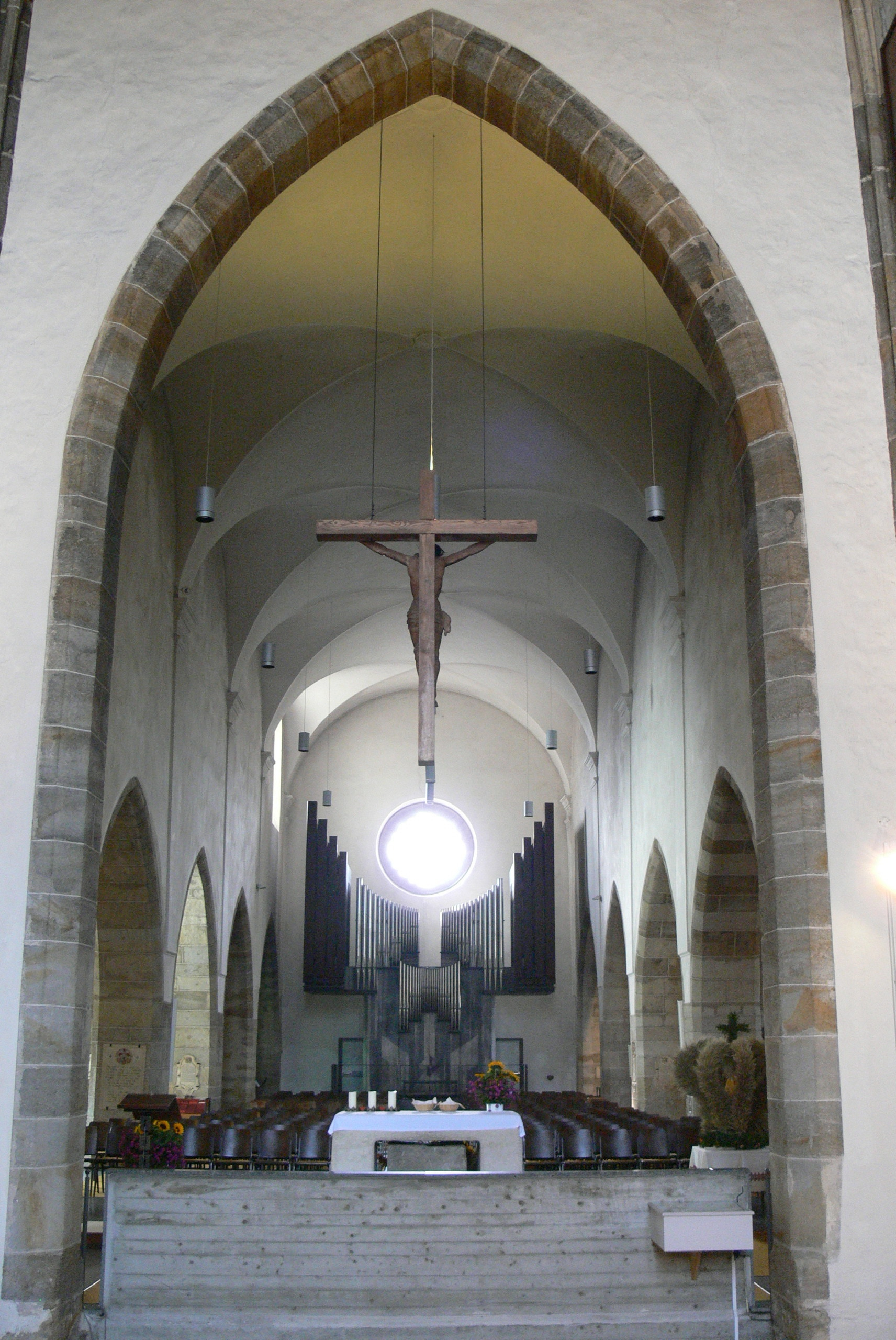
Vista interna